# 아르샤쿠니 왕조
아르샤쿠니 왕조(아르메니아어: Արշակունիներ Aršakuni), 또는 아르사케스 왕조는 서기 12년부터 428년까지 아르메니아 왕국을 다스렸던 왕조이다. 아르메니아의 아르사케스 왕조는 파르티아의 아르사케스 왕조의 분가였다. 아르사케스 왕들은 아르타셰산 왕조가 몰락한 이후 혼돈의 시기에 간헐적으로 군림하였다가 62년에 파르티아의 왕 볼로가세스 1세의 형제인 티리다테스 1세가 로마의 봉신국의 왕으로서 아르메니아 내 아르사케스 왕조의 지배를 공고히 했다. 하지만 그는 왕위 후계를 확정 짓지 못하였고, 아르사케스 가문의 여러 대공들이 다스리다 볼로가세스 2세가 자신의 아르사케스 가계가 아르메니아 왕위를 장악하도록 하여 428년 사산 제국에 멸망할 때까지 다스렸다.
아르메니아 역사에 있어 아르사케스 지배 시기 두 가지 중요한 사건이 있었는데 하나는 301년/314년에 계몽자 그레고리오와 티리다테스 3세를 통해 아르메니아가 기독교로 개종한 것과 405년경 메스로프 마슈토츠를 통해 아르메니아 문자가 만들어진 것이다. 좀 더 헬레니즘의 영향이 강했던 아르타셰산 왕조와는 대조적으로, 아르사케스 왕조 시기는 이란의 영향력이 최대에 이르렀었다.

## 초기 아르사케스 왕조

서기 150년 아르사케스 왕조 시기의 아르메니아 왕국

아르메니아 왕위에 아르사케스 가문이 처음 들어선 것은 파르티아 왕 보노네스 1세가 친로마 정책과 그리스로마적 문화 태도로 파르티아에서 추방당한 12년이었다. 보노네스 1세는 로마의 허락과 함께 잠시 아르메니아의 왕위를 차지하였지만, 옛 학계에서는 아르타바누스 3세로 잘못 알려진 아르타바누스 2세가 그의 폐위를 요구하고 아우구스투스 황제가 파르티아와의 전쟁을 바라지 않아 보노네스 1세를 폐위시키고 시리아로 보냈다. 보노네스 1세의 폐위 이후 얼마 안 되어, 아르타바누스 2세는 그의 아들 오로데스를 아르메니아 왕위에 앉혔다. 티베리우스 황제는 동방 지역에 완충국들을 포기할 생각이 없기에 그의 조카이자 후계자인 게르마니쿠스를 동방에 보냈다. 게르마니쿠스는 아르타바누스와 조약을 체결하여 그를 파르티아의 왕이자 로마의 친구로 공인되었다.
아르메니아는 18년에 폰토스의 폴레몬 1세의 아들이자 이란어식 이름인 아르탁시아스 (제노-아르탁시아스)를 지닌 제논에게 넘어갔다. 아르타바누스 2세 하의 파르티아인들은 로마가 임명한 왕에 대적하기에는 내부 투쟁에 너무 휘둘리고 있었다. 제논의 재위는 아르메니아 역사에서 유례적으로 평화로웠다. 36년에 제논이 사망하고 나서, 아르타바누스 2세는 아르메니아 왕위에 아르사케스 출신을 다시 세우기로 결정했고, 그의 장자 아르사케스 1세를 적합한 후보자로 택하였으나, 그의 아르메니아 왕위 계승은 제논의 전복으로 왕위를 빼앗긴 남동생 오로데스의 방해를 받았다. 티베리우스는 재빨리 로마 국경에 병력을 집중시켰고, 평화의 시대가 지나고 다시 한번 아르메니아는 앞으로 25년간 강대국들 사이의 치열한 전장이 되었다.
티베리우스는 아르사케즈 가문의 일원이라 주장한 이베리아인 미트리다테스를 보냈다. 미트리다테스는 성공적으로 아르메니아를 로마의 지배권 하에 두었고 아르사케스 일족을 폐위시키며 아르메니아에 거대한 파괴를 가했다. 놀랍게도, 미트리다테스는 로마로 소환되어 구금되었고, 아르메니아는 다시 아르타바누스 2세에게 돌아갔으며, 그는 다시 왕위를 동생인 오로데스에게 물려주었다. 아르타바누스 2세가 죽고 파르티아에서 다시 한번 내전이 발발했다. 한편, 미트리다테스는 형제인 파라스마네스 1세와 로마군의 도움으로 아르메니아 왕위로 돌아왔다. 파르티아에서는 수년 간 내전이 지속되었고, 마침내 고타르제스가 45년에 왕위를 차지하였다.
51년 미트리다테스의 조카 라다미스투스는 아르메니아 왕국을 침입하였고 그의 숙부를 살해했다. 카파도키아 속주의 총독 율리우스 파일리누스는 아르메니아를 정복하기로 결정했지만 그에게 너그러운 보상을 내려준 라다미스투스의 즉위를 인정하기로 하였다. 파르티아의 왕 볼로가세스 1세는 이를 기회로 보고, 아르메니아를 침입하였고 이베리아인들을 아르메니아에서 물러나게 하는 데 성공하였다. 파르티아인들에게 너무 가혹한 겨울이 닥치면서 이들이 철수하였고, 이에 따라 라다미스투스가 왕위를 되찾을 기회가 만들어졌다. 타키투스에 따르면 권력을 되찾은 라디미스투스는 몹시나 잔혹하여 아르메니아인들은 왕궁을 습격하여 그를 아르메니아에서 내쫓았으며, 볼로가세스 1세는 그의 형제 티리다테스 1세를 왕위에 앉힐 기회를 마련했다.

## 로마와 파르티아 간 상황
자신들의 코앞에서 점차 커져가던 파르티아의 영향력에 불만을 갖던, 로마 황제 네로는 로마의 종속국 왕들을 옹립하기 위해 동방으로 대규모 병력과 함께 그나이우스 도미티우스 코르불로 장군을 파견하였다 (로마-파르티아 전쟁 (58년-63년)). 티리다테스 1세가 아르메니아에서 탈출하자, 로마의 종속국 왕 티르가네스 6세가 옹립되었다. 61년에 그는 파르티아의 봉신 왕국 중 하나였던 아디아베네 왕국을 침입하였다.
볼로가세스 1세는 이를 로마의 공격적 행보로 여겼고 티리다테스 1세에게 아르메니아 왕위를 되찾아 주기 위한 줄 군사 활동을 개시하였다. 서기 62년에 란데이아 전투가 벌어지고 난 뒤, 로마군의 지휘권이 다시 코르불로에게 맡겨졌으며 그는 아르메니아로 진격하여 란데이아에 진지를 구축하였고 그곳에서 티리다테스와 강화 조약을 체결했다. 라디아테스가 아르메니아의 왕으로 인정되었으나 네로 황제로부터 즉위를 받으러 로마에 갔다는 점에서 로마의 종속 왕이 되는 데 동의했다는 점을 나타낸다. 티리다테스는 110년경에 사망 혹은 폐위될 때까지 아르메니아를 다스다가 파르티아의 왕 오스로에스 1세가 아르메니아를 침입하여 조카이자 이전 파르티아 왕 파코루스 2세의 아들인 악시다레스에게 아르메니아의 왕위를 맡겼다.

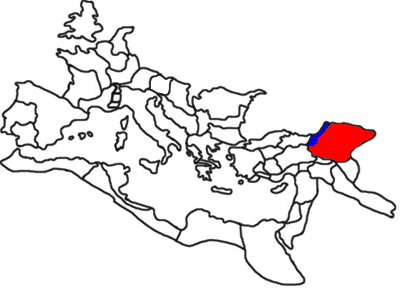
117년 로마 제국의 일부 시절 대아르메니아 (붉은색), 소아르메니아 (푸른색)

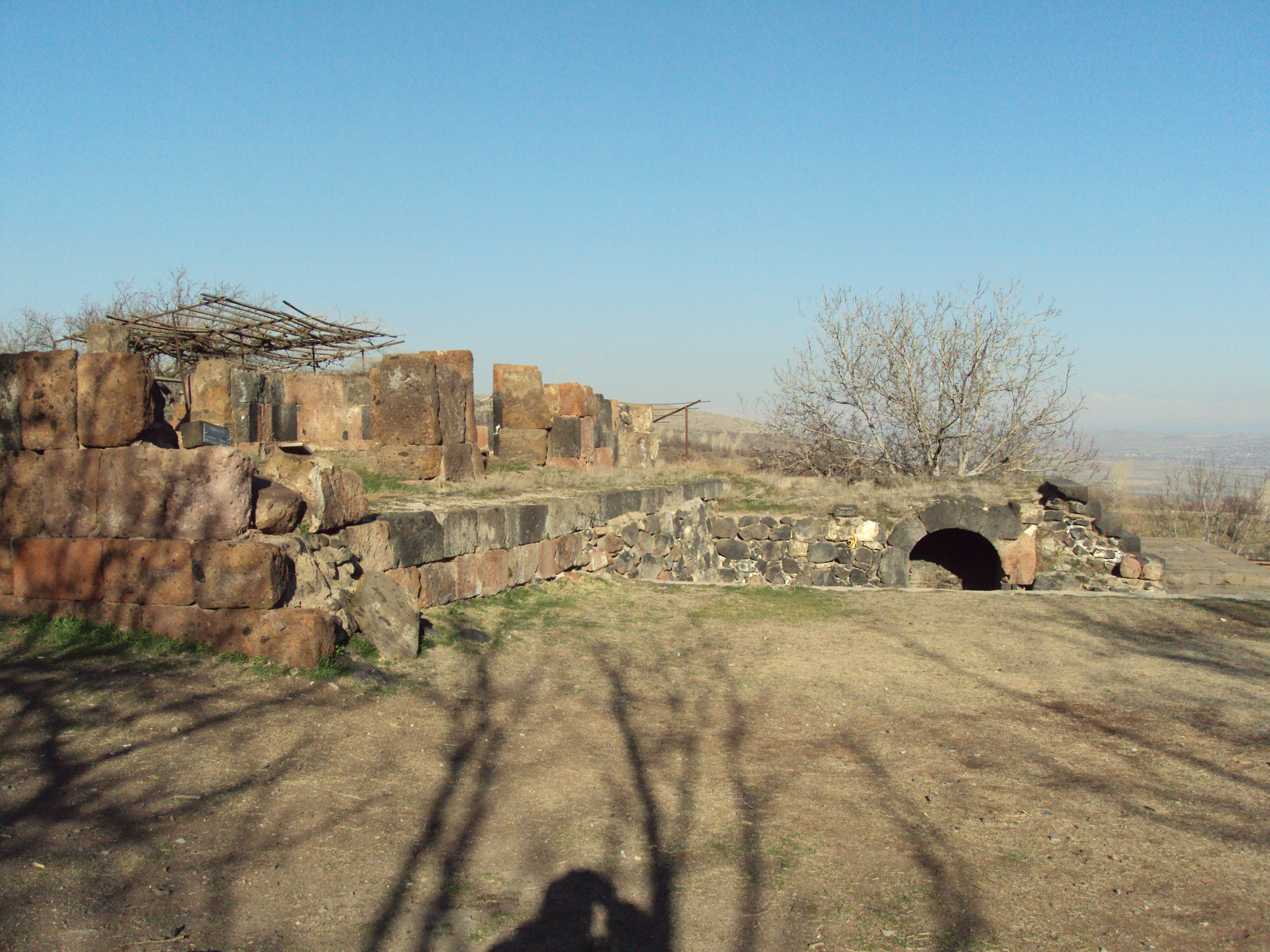
아르샤쿠니 영묘: 4세기

로마 제국의 전통적인 세력권에 대한 침입은 파르티아와 로마 간의 새로운 전쟁을 발발시켰고 네로 시기 이래로 거의 반백 년간 지속된 평화를 종결시켰다. 로마 황제 트라야누스는 113년 10월 아르메니아 내 로마의 종속국 왕을 복위시키기 위해 아르메니아로 진격하였다. 오스로에스 1세가 보낸 사절단이 아테네에서 트라야누스와 만났고, 그에게 악시다레스는 폐위되었음을 알렸고 악시다레스의 형인 파르타마시리스에게 왕위를 내려줄 것을 청했다. 트라야누스는 이 제안을 거절했고 114년 8월 아르사모사타를 점령하였으며 이곳에서 파르타마시리스는 왕위에 오르게 해달라 청하였지만 그를 왕위에 올리는 대신에 아르메니아를 병합하여 새로운 속주로 만들었다. 파르타마시리스는 잊혀졌고 얼마 안 되어 의문스러운 죽음을 맞이하였다.
로마의 속주로서, 아르메니아는 카파도키아 속주와 더불어 루키우스 카틸리우스 세베루스의 관리를 받았다. 로마 원로원은 아르메니아 속주 설치를 기념하고 Armenia et Mesopotamia in potestatem P.R. redactæ라는 문구가 달린 주화를 발행했다. 이는 새로운 로마 속주로서 아르메니아의 위치를 확고히 했다. 파르티아 왕위 주장자 (미트리다테스 5세의 아들인 사나트루케스 2세)가 일으킨 반란이 진압된 뒤에도, 일부 산발적인 저항이 이어지면서, 볼로가세스 3세는 117년 8월 트라야누스가 죽기 전 아르메니아의 상당한 영토를 가까스로 확보했다. 그러나, 118년에, 새로운 로마 황제 하드리아누스는 아르메니아를 포함한 트라야누스의 정복지를 포기했고, 파르티아의 왕 볼로가세스가 아르메니아 영토 대부분을 갖고 있긴 했지만 파르타마스파테스를 아르메니아와 오스로에네의 왕으로 임명하였다. 결국, 파르티아 측과의 타협 안이 만들어졌고, 볼로가세스가 아르메니아를 관리하게 되었다.
볼로가세스는 140년까지 아르메니아를 다스렸다. 파르티아의 적법한 왕인 미트리다테스 5세의 아들인 볼로가세스 4세는 161년에 아르메니아를 차지하기 위해 군대를 보냈고 군단장 가이우스 세르비아누스 지휘 하에 그곳에 배치되어 있던 로마 군단들을 몰아냈다. [[[스파베드|스파보드]]] 오류: {{전자}}: transliteration text not Latin script (pos 3: 스) (도움말) 오스로에스의 활약으로 고무된, 파르티아 군대는 더 나아가 시리아 속주까지 진격해다.
마르쿠스 아우렐리우스는 즉시 동방 국경으로 루키우스 베루스를 보냈다. 163년, 베루스는 군단 몇 개와 함께 브리타니아에서 얼마 전에 복귀한 스타티우스 프리스쿠스 장군을 안티오키아에서 아르메니아로 파견하였다. 볼로가세스 4세가 이끄는 아르탁사타의 병력은 프리스쿠스에 항복했으며, 프리스쿠스는 아르메니아 왕위에 소아이모스 (아르사케스 및 에메사 왕조의 후계인 로마 원로원 의원이자 집정관)라는 허수아비 왕을 세웠고 볼로가세스 3세가 세운 파코루스를 폐위시켰다.

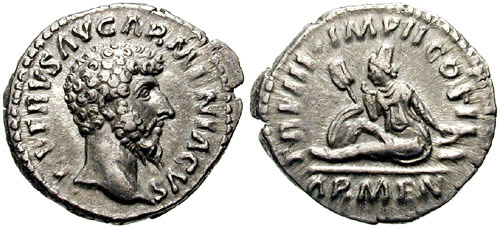
아르메니아 전역에서 볼로가세스 4세에 대한 루키우스 베루스 '아르메니아쿠스'의 승리를 기념하여 발행된 주화.

로마군 내에서 전염병이 퍼짐에 따라, 파르티아 측은 166년에 잃었던 영토의 대부분을 회복했고 소아이무스가 시리아로 돌아게 했다. 적은 수의 로마와 파르티아의 개입이 있고 나서, 볼로가세스 2세는 186년에 아르메니아 왕위에 올랐다. 198년에, 볼로가세스 2세는 파르티아 왕위에 올랐고 아들인 호르스로브 1세를 아르메니아 왕위에 임명했다. 호르스로브 1세는 이후 로마인들에게 붙잡혔고, 로마인들은 아르메니아에 자신들의 허수아비 지도자를 세웠다. 하지만 아르메니아인들 스스로가 로마에 반란을 일으켰고, 새로운 로마-파르티아 타협 안에 따라 호르스로브 1세의 아들 티리다테스 2세 (217년–252년)가 아르메니아 왕이 되었다.

## 사산 제국과 아르메니아
224년, 페르시아의 왕 아르다시르 1세는 파르티아에서 아르사케스 왕조를 전복시켜내고 새로운 페르시아계 사산 왕조를 세웠다. 사산 왕조는 옛 아케메네스 제국의 영광을 회복하기로 결정하고 이에 따라 조로아스터교를 국교로 선포하였으며 아르메니아를 자신들 제국의 일부로 여겼다.
아르메니아 내 아르사케스 왕조 지배에 대한 자주성을 보존하기 위해, 티리다테스 2세는 로마와의 관계 개선에 나섰다. 이는 불행한 선택이었는데 사산 왕조의 샤푸르 1세가 로마인들을 제압하고 로마 황제 필리푸스 아라부스와 강화를 맺은 것이었다. 252년, 샤푸르는 아르메니아를 공격하였고 티리다테스는 달아날 수밖에 없었다. 티리다테스와 그의 아들 호르스로브 2세가 죽자, 샤푸르는 자신의 아들 후르마즈드를 아르메니아 왕위에 앉혔다. 샤푸르 1세가 270년에 죽자, 후르마즈드는 페르시아 왕위를 물려받고 그의 형제인 나르세스 1세가 아르메니아를 다스렸다.
디오클레티아누스 황제 시기, 로마는 티리다테스 3세를 아르메니아의 지배자로 내세웠고, 287년, 그는 아르메니아 서부 지역에 대한 소유권을 갖고 있었다. 사산 왕조는 나르세스가 페르시아 왕위를 받으러 293년에 떠났을 때 일부 귀족들의 반란을 유도했다. 그럼에도, 로마는 298년에 나르세스를 격퇴시켰고, 호르스로브 2세의 아들 티리다테스 3세는 로마 군대의 지원으로 아르메니아에 대한 지배력을 되찾았다.

## 기독교화

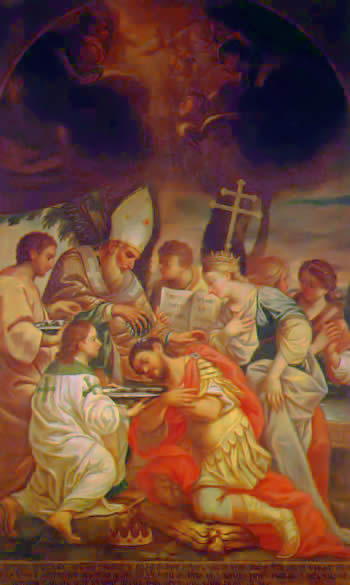
계몽자 그레고리오가 티리다테스 3세(트르다트 3세)에게 세례를 내려주는 모습을 묘사한 그림.

파르티아 제국 말 때, 아르메니아는 조로아스터교가 우세 종교였다. 그렇지만, 이는 곧 변화하였다. 서기 4세기 초, 계몽자 그레고리오는 아르메니아 왕 티리다테스 3세와 궁정 일원들을 기독교로 개종시키며, 아르메니아가 기독교를 최초로 국교로 받아들인 나라로 만들었다.
아르메니아 문자가 성경 번역을 목적으로 서기 405년 성 메스로프 마슈토츠에 의해 만들어졌으며, 이에 따라 기독교화는 아르메니아 문학의 시작을 열기도 하였다. 모브세스 코레나치에 따르면, 아르메니아의 이삭이 411년 시리아어 된 복음서에서 번역을 했다고 한다. 이 작업은 결함이 있는 것으로 여겨지는데 얼마 안 되어 에게기타츠의 요한와 바긴의 요셉 등 마슈토츠의 두 제자가 성서들을 번역하기 위해 에데사로 보내졌기 때문이었다. 이들은 콘스탄티노플까지 가 그리스어로 된 원본의 사본을 가지고 돌아왔다. 알렉산드리아에서 얻은 다른 사본들의 도움으로, 성경은 70인역의 문서와 오리게네스의 '헥사플라'에 따라 다시 한번 그리스어에서 번역되었다. 현재 아르메니아 교회에서 쓰이는 이 번역본은 434년경에 완성되었다.

## 쇠퇴
티란 집권 기간, 사산의 왕 샤푸르 2세가 아르메니아를 침입했다. 이어지는 몇 십년 동안, 아르메니아는 다시 한번 비잔티움 제국과 사산 제국의 분쟁 지역이 되었다가 387년에 되어서야 영구적인 분쟁 합의가 이뤄졌는데, 이는 639년 아랍의 아르메니아 정복 때까지 지속되었다. 아르사케스 왕조의 통치자들은 428년까지 비잔티움 또는 사산의 보호령 하에서 국경 수비대원 (마르즈반)으로서 간헐적으로 어느 정도 자신들의 통치력을 보존했다 (바그라투니 가문의 대공들과 경쟁하였다).

## 문화
아르메니아에 세 시대에 걸쳐 이란의 영향력이 있었으며 (아케메네스, 아르사케스, 사산), 아르사케스 시대가 가장 강력했고 가장 지속적이었다. 아르사케스 시대는 기원전 2세기 파르티아인들의 패권과 함께 시작되었고 서기 1세기 중반 아르메니아 왕위에 아르사케스의 분가가 세워지면서 이들의 영향력이 절정에 이르렀다. 아르메니아의 아르사케스 왕들은 크테시폰에서 이들이 했던 것과 동일한 형태를 궁정 내에 세우려 했었다. 음유시인이나 민스트럴과 유사한 '구산스' 같은 여러 파르티아적 색채가 직접적으로 아르메니아 문명에 이식되었다. 아르사케스 시기 아르메니아에서, 이란족 사회에서 그렇듯 귀족 자제들이 수양 부모들이나 스승들한테서 양육되는 관습이 널리 퍼졌다.
아르사케스 왕조의 왕들은 파르티아를 인지하고 있었고 이를 자신들의 고국으로 여겼다. 티리다테스 3세 (재위: 298년-330년)는 다음의 발언을 한 것으로 알려져 있다: "나는 그리스인들 그리고 로마인들의 나라에 잘 알고 있으며,  아오레스탄, 아라비아, 아트로파테네와 더불어 우리들의 고향인 파르티아의 지역들 대해서도 알고 있다." 아르사케스 시기에, 아르메니아인들은 이후에 페르시아어 서사시 '샤나메'에 추가된 이야기들 일부와 익숙해졌다. 이 이야기들에는 흐라세아크(Hraseak, 아프라시아브), 샤와르쉬(Shawarsh, 시야바슈), 스판다라트(Spandarat, 에스판디여르) 등 인물들의 이야기가 있다.
아르메니아인들은 자신들의 조국과 파르티아 왕가 간의 유대를 끊을 수 없는 것으로 보았다. 아르메니아 사료들은 왕과 아르사케스 (또는 아르샤쿠니 Aršakuni)를 동의어로 사용한다. 아르사케스의 왕은 bnak tērn ašxarhis ("이 나라의 타고난 군주")로 여겨졌다.

### 이념과 종교 풍습
아르메니아의 아르사케스 왕조는 파르티아의 이란 정통성에 대한 지지자들이었고, 심지어 파르티아 제국 멸망 이후에도 이를 유지했다. 이들은 자신들이 적법한 이란 및 이란계 왕들이 휘두른 신이 내려준 영광이었던 와르나 (행운, 아르메니아어 pʿaṙkʿ의 동족어)를 불러왔다고 주장하였다. 아니라는 도시는 아르사케스 왕조의 네크로폴리스뿐만 아라마즈드 (아르메니아의 아후라 마즈다의 동격) 숭배 중심지 역할을 했다. 아케메네스 제국 시기 (기원전 550년-330년) 시기와 동일한 풍습으로, 아르메니아와 이란의 아르사케스 왕조는 매장을 하였는데, 아마 조로아스터교의 야자타 (천사와 유사한 신격)인 스펜타 아르마이티의 신성한 땅을 오염시키지 않기 위해 대단한 노력을 들였을 것이다. 매장된 아르사케스의 왕들의 유해는 이들이 지닌 '와르나'를 가져온다고 믿어졌는데, 이 때문에 사산 제국의 샤한샤 샤푸르 2세는 아니에 있는 네크로폴리스를 약탈하고 나서 이들의 유해를 파낸 다음 아르메니아 밖으로 가져갔다. 샤푸르 2세가 사나트루크의 무덤을 열지 못한 적이 있기에 아르사케스 왕들의 무덤은 단단히 봉해진 것으로 보인다.
고대 성소인 바가완은 아르메니아의 아르사케스 왕조에게 있어 가장 중요한 곳이었는데, 이들은 이란의 신년 행사 (노루즈)를 그곳에서 열었다. 야자타인 베레트라그나 (아르메니아어로 바한)가 각별히 여기는 동물인 맷돼지가 아르메니아의 아르사케스 왕조 상징이었다.

### 언어와 인명 풍습
아르메니아 문화가 아르타셰산 왕조 시기에 헬레니즘이 두드러졌다고 하면, 아르사케스 왕조 때는 파르티아어가 그리스어가 갖고 있던 지식인의 언어를 대체하는등, 아르메니아 내 이라니즘이 두드러졌다. 하지만 아르메니아의 헬레니즘이 완전히 사라진 것은 아니었고, 이란의 아르사케스 왕조는 필헬레니즘주의자들이었다. 아르메니아어가 대중 언어로 여겨졌고 이에 따라 파르티아어는 상류층과 궁정에서만 사용되었다. 고전 아르메니아어가 이란계 언어의 차용어 대부분을 받아들인 것이 이 시기였다. 현대 역사가 R. Schmitt와 H. W. Bailey는 아르메니아어에 대한 파르티아어의 영향력을 1066년 노르만 정복 이후 영어에 대한 프랑스어의 영향력과 비교하였다.
기독교로 개종한 이후, 아르사케스 왕조는 자신들의 이란어 인명 풍습을 계속해서 이어나갔고, 이는 남성들의 인명 Trdat, Khosrov, Tiran, Arshak, Pap, Varazdat, Vramshapuh 그리고 여성들의 인명 Ashkhen, Zarmandukht, Khosrovdukht, Ormazdukht, Vardandukht 등에서 확인된다. 대표적으로 [[네르세스 1세]의 어머니인 밤비슌 (Bambishn)이라는 인명은 페르시아어로 여왕을 뜻한다. 대체로, 기독교인 아르사케스 왕조 인물들은 자신들의 아르사케스계 이란 풍습에 충실했다.

## 아르메니아의 아르사케스 왕 목록
다음은 12년경에서 428년까지 아르메니아의 왕 목록으로, 대부분 아르사케스 왕조 출신이다. 또한 공위 기간과 더불어 아르메니아의 비왕조 출신 지배자 또한 포함하고 있다 (일부 시기는 추정치인 점은 참조).
- 보노네스 1세 12년–18년
- 아르탁시아스 3세 (제논 아르탁시아스, 비아르사케스 출신) 18년–34년
- 아르메니아의 아르사케스 1세 35년
- 아르메니아의 미트리다테스 (파르나바즈 왕조) 35년–37년
- 아르메니아의 오로데스 37년–42년
- 아르메니아의 미트리다테스 (복위) 42년–51년
- 라다미스투스 (파르나바즈 왕조) 51년–53년, 54년–55 년
- 티리다테스/트라다트 1세 52년–58년, 62년–66년, 공식적으로는 66년–88년
- 티그라네스 6세 (헤로데 왕조) 59년–62년
- 사나트루케스 (사나트루크) 88년–110년
- 악시다레스 (아슈카다르) 110년–113 년
- 파르타마시리스 (파르타마시르) 113년–114년
- 로마 합병기 114년–117/8년
- 볼로가세스 1세 (바그라슈 1세) 117/8년–144년
- 소아이모스 (비아르사케스 출신) 144년–161년, 164년–186년
- 파코루스 (바쿠르) 161년–164년
- 볼로가세스 2세 (바그라슈 2세) 186년–198년
- 호스로프 1세 198년–217년
- 트라다트 2세 217년–252년
- 호스로프 2세 252년경
- 호르미즈드-아르다쉬르 (사산 왕조) 252년–270년경
- 나르세스 (사산 왕조) 271년경–293년
- 트라다트 3세 287년–330년
- 호스로프 3세 330년–339년
- 티란 339년경-350년
- 아르샤크 2세 350년경–368년
- 사산 정복기 (샤푸르 2세) 368년–370년
- 파프 370년–374년
- 바라즈다트 374년–378년
- 아르샤크 3세 378년–387년 - 바가르샤크 (378년–386년)와 공동 재위
- 호스로프 4세 387년–389년
- 브람샤푸흐 389년–417년
- 호스로프 4세로 추정 (복위) 417년–418년
- 샤푸르 (사산 왕조) 418년–422년
- 아르타세스/아르타시르 422년–428년

## 참고 문헌
- Boyce, Mary (2001). 《Zoroastrians: Their Religious Beliefs and Practices》. Psychology Press. ISBN 978-0415239035.
- Canepa, Matthew (2018). 《The Iranian Expanse: Transforming Royal Identity Through Architecture, Landscape, and the Built Environment, 550 BCE–642 CE》. Oakland: University of California Press. ISBN 9780520379206.
- Chaumont, M. L. (1986). 〈Armenia and Iran ii. The pre-Islamic period〉.   Yarshater, Ehsan. 《Encyclopædia Iranica, Volume II/4: Architecture IV–Armenia and Iran IV》. London and New York: Routledge & Kegan Paul. 418–438쪽. ISBN 978-0-71009-104-8.
- Curtis, Vesta Sarkhosh (2016). 〈Ancient Iranian Motifs and Zoroastrian Iconography〉.   Williams, Markus; Stewart, Sarah; Hintze, Almut. 《The Zoroastrian Flame Exploring Religion, History and Tradition》. I.B. Tauris. 179–203쪽. ISBN 9780857728159.
- Garsoïan, Nina (1985). 《Armenia between Byzantium and the Sasanians》. Variorum Reprints. ISBN 978-0860781660.
- Garsoïan, Nina (2004). 〈The Aršakuni Dynasty〉.   Hovannisian, Richard G. 《The Armenian People From Ancient to Modern Times, Volume I: The Dynastic Periods: From Antiquity to the Fourteenth Century》. Palgrave Macmillan. ISBN 1-4039-6421-1.
- Lang, David M. (1983). 〈Iran, Armenia and Georgia〉.   Yarshater, Ehsan. 《The Cambridge History of Iran, Volume 3(1): The Seleucid, Parthian and Sasanian Periods》. Cambridge: Cambridge University Press. 505–536쪽. ISBN 0-521-20092-X.
- Pourshariati, Parvaneh (2008). 《Decline and Fall of the Sasanian Empire: The Sasanian-Parthian Confederacy and the Arab Conquest of Iran》. London and New York: I.B. Tauris. ISBN 978-1-84511-645-3.
- Olbrycht, Marek Jan (2016). “Germanicus, Artabanos II of Parthia, and Zeno Artaxias in Armenia”. 《Klio》 98 (2): 605–633. doi:10.1515/klio-2016-0044. S2CID 193648886.
- Rapp, Stephen H. (2014). 《The Sasanian World through Georgian Eyes: Caucasia and the Iranian Commonwealth in Late Antique Georgian Literature》. Farnham: Ashgate Publishing. ISBN 978-1-4724-2552-2.
- Russell, James R. (1987). 《Zoroastrianism in Armenia》. Harvard University Press. ISBN 978-0674968509.
- Russell, James R. (2004). 《Armenian and Iranian studies》. Harvard Armenian Texts and Studies 9. Harvard University Press. ISBN 978-0935411195.
- Schmitt, R.; Bailey, H. W. (1986). 〈Armenia and Iran iv. Iranian influences in Armenian Language〉.   Yarshater, Ehsan. 《Encyclopædia Iranica, Volume II/4: Architecture IV–Armenia and Iran IV》. London and New York: Routledge & Kegan Paul. 445–465쪽. ISBN 978-0-71009-104-8.
- Toumanoff, C. (1986). 〈Arsacids vii. The Arsacid dynasty of Armenia〉. 《Encyclopaedia Iranica, Vol. II, Fasc. 5》. 543–546쪽.

## 추가 서적 자료
- Vacca, Alison (2021). “Bahl Šahastan in the land of the K'ušans: Medieval Armenian memories of Balkh as an Arsacid capital”. 《Bulletin of the School of Oriental and African Studies》 84: 19–45. doi:10.1017/S0041977X21000033. S2CID 233342114.